# 斯托爾克萊滕峰
72°3′S 3°25′W / 72.050°S 3.417°W
斯托爾克萊滕峰，是南極洲的山峰，位於毛德皇后地的瑪塔公主海岸，處於弗洛爾于文海崖以南1.9公里，屬於阿爾曼嶺的一部分，由挪威製圖師根據探險隊拍攝的測量和空中照片繪入地圖，現時由南極條約體系管理。